# Neobarynotus microlepis
Neobarynotus microlepis är en fiskart som först beskrevs av Bleeker, 1851.  Neobarynotus microlepis ingår i släktet Neobarynotus och familjen karpfiskar. IUCN kategoriserar arten globalt som otillräckligt studerad. Inga underarter finns listade i Catalogue of Life.